# Точимилько
Точимилько (исп. Tochimilco) — город в Мексике, входит в штат Пуэбла. Население — 3177 человек.